# Rijckloff van Goens
Rijcklof Volckertsz. van Goens (24 de junio de 1619 – 14 de noviembre de 1682) fue gobernador de Zeylan y gobernador general de las Indias Orientales Holandesas . Fue gobernador de Zeylan desde el 12 de mayo de 1660 hasta 1661, luego en 1663 y finalmente desde el 19 de noviembre de 1664 a 1675 durante el período holandés en Ceilán . También fue miembro del Consejo de la India durante el año 1679. Van Goens logró monopolizar el comercio de la canela, apoderarse de la pimienta de Malabar y alejar a los portugueses de Ceilán y la costa de Coromandel por la VOC.
Van Goens nació en Rees . Escribió sobre sus viajes a Java, Ceilán e India . Sus escritos sobre las visitas a los palacios del sultán Agung y sus sucesores son referencias importantes para los historiadores de la era de Mataram en Java. Murió en Ámsterdam, a los 63 años.
El 20 de febrero de 1673, Van Goens junto a una flota de 6.000 hombres atacó Bombay. Pronto, el Tratado de Westminster concluido entre Inglaterra y los Países Bajos en 1674, liberó a los asentamientos británicos en Bombay de una mayor aprehensión por parte de los holandeses.
En 1679, cuando Rijckloff van Goens llegó a Ciudad del Cabo, mientras se recuperaba de una enfermedad. Recomendó a la Cámara de los Diecisiete, el organismo rector de la Compañía Holandesa de las Indias Orientales (VOC), que se le otorgara tierras a Simon van der Stel . Finalmente Simon van der Stel recibió el título de 891 morgen (unas 763 hectáreas) el 13 de julio de 1685. Allí construyó una casa y usó la tierra para producir vino y llamó a la finca como Groot Constantia, donde Groot en holandés es grande y Constantia es el nombre de la hija de Rijckloff van Goens.

## Campañas contra los portugueses
Van Goens había liderado muchas de las exitosas campañas militares dirigidas contra los portugueses. Van Goens creía que todos los demás, pero especialmente los comerciantes musulmanes, Inglaterra y Portugal, estaban celosos de las posesiones de la Compañía Neerlandesa de las Indias Orientales. Creía que la empresa debía atacar antes de que lo hicieran sus enemigos, lo que naturalmente conduciría a un aumento adicional de las posesiones de la empresa. La VOC era, ante todo, una empresa comercial. Por lo tanto, los funcionarios de los Países Bajos se mostraron reacios a enviar refuerzos a Asia. Sin embargo, van Goens pudo convencer con éxito a la mayoría de los funcionarios de que enviaran una flota masiva a Asia, con el objetivo de arrebatar Ceilán, Cochin, Diu, Goa, Mozambique y Macao a los portugueses. Van Goens pudo conquistar Jaffanapatnam, Mannar y la fortaleza de Tuticorin en la costa de Coromandel el 23 de junio de 1658. Lo hizo con 21 barcos, con un total de 2139 soldados, 1550 marineros, 240 soldados cingaleses y 180 salva. Los propios soldados vieron poca acción cuando las ciudades se rindieron. En 1661, cuando se firmó un tratado de paz entre Portugal y la República, el plan que van Goens planeó tan cuidadosamente unos años antes, pareció ser un fracaso, ya que las fortalezas portuguesas eran más fuertes de lo que Van Goens había previsto. Sin embargo, los portugueses fueron expulsados de Ceilán y la costa de Coromandel. Macao, Diu, Goa, Cochin y Mozambique seguían en manos portuguesas. Formosa también se había perdido. Dos años más tarde, van Goens conquistó Cochin. Luego de una dura batalla, el comandante portugués Sermento negoció la rendición el 7 de enero de 1663.